# Henry Simons
Pour les articles homonymes, voir Simons.
 (août 2022).
Henry Calvert Simons (1899-1946) est un économiste américain. Il fut un élève de Frank Knight. Henry C. Simons est l'un des fondateurs du monétarisme. Il fut pour Milton Friedman un des enseignants les plus influents. C'est ainsi qu'il va influencer ce grand nom de la science économique.
Il a été un fervent adversaire de la politique du New Deal, le poursuivant tant dans la presse populaire que dans des revues de l'Université de Chicago.

## Œuvres
- "A Positive Program for Laissez-Faire: Some proposals for a liberal economic policy", 1934.
- "The Requisites of Free Competition", 1936, AER.
- "Rules Versus Authorities in Monetary Policy", 1936, JPE.
- "Review of J.M. Keynes", 1936, Christian Century.
- "Personal Income Taxation: The definition of income as a problem of fiscal policy", 1938.
- "For a Free Market Liberalism", 1941, U of Chicago Law Review.
- "Hansen on Fiscal Policy", 1942, JPE.
- "Postwar Economic Policy: Some traditional liberal proposals", 1943, AER.
- "Economic Stability and Antitrust Policy", 1944, U of Chicago Law Review.
- "Some Reflections on Syndicalism", 1944, JPE.
- "On Debt Policy", 1944, JPE.
- "Money, Tariffs and the Peace", 1944, Fortune Magazine.
- "The Beveridge Program: An unsympathetic interpretation", 1945, JPE.
- "Debt Policy and Banking Policy", 1946, REStat.
- "Economic Policy for a Free Society", 1948.
- "Federal Tax Reform", 1950.